# 宮下ジェイミー静
宮下 ジェイミー静（みやした ジェイミーしず、Jamie Shizu Miyashita, 1982年3月7日 - ）は、松竹芸能に所属する女性タレント、モデルである。血液型A型。身長161cm、体重50kg。

## 人物・略歴
アメリカ・テキサス州生まれ。アメリカおよび長野県長野市育ちで、英語が堪能である。愛称はジェイミー。父親が日本人（ヒーリングミュージシャンでミュージックセラピストの宮下富実夫）で母親がアメリカ人のハーフ。
2008年8月、神谷ゆう子と共に漫才コンビ「Mix」を結成。松竹芸能タレントスクールのライブに出演していた。

## 出演
- トロカデロ・デ・モンテカルロバレエ団 ※通訳として
- ヘアモデル[どこ?]
- ABCミュージックパラダイス（ABCラジオ、2006年4月8日 - 2008年3月29日）
- PBA Perfect Premium （スカイ・A sports+）
- 関西Jリーグ応援番組「スタジアムへ行こう!!」（ジェイコム関西管轄エリア内コミュニティチャンネル）
- ぜっぴん!!+（奈良テレビ）
- 住人十色（毎日放送）